# قائمة الاختراعات والاكتشافات الإسرائيلية

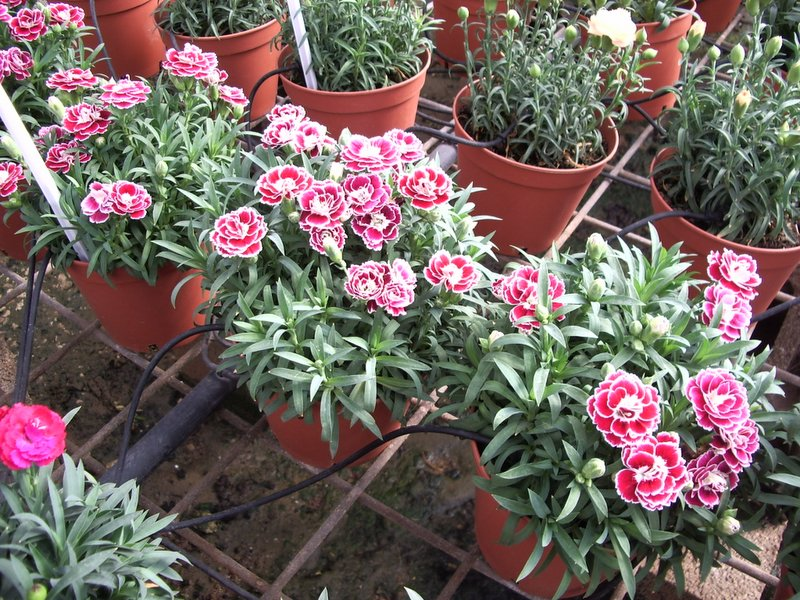
الري بالتنقيط في مشتل إسرائيلي

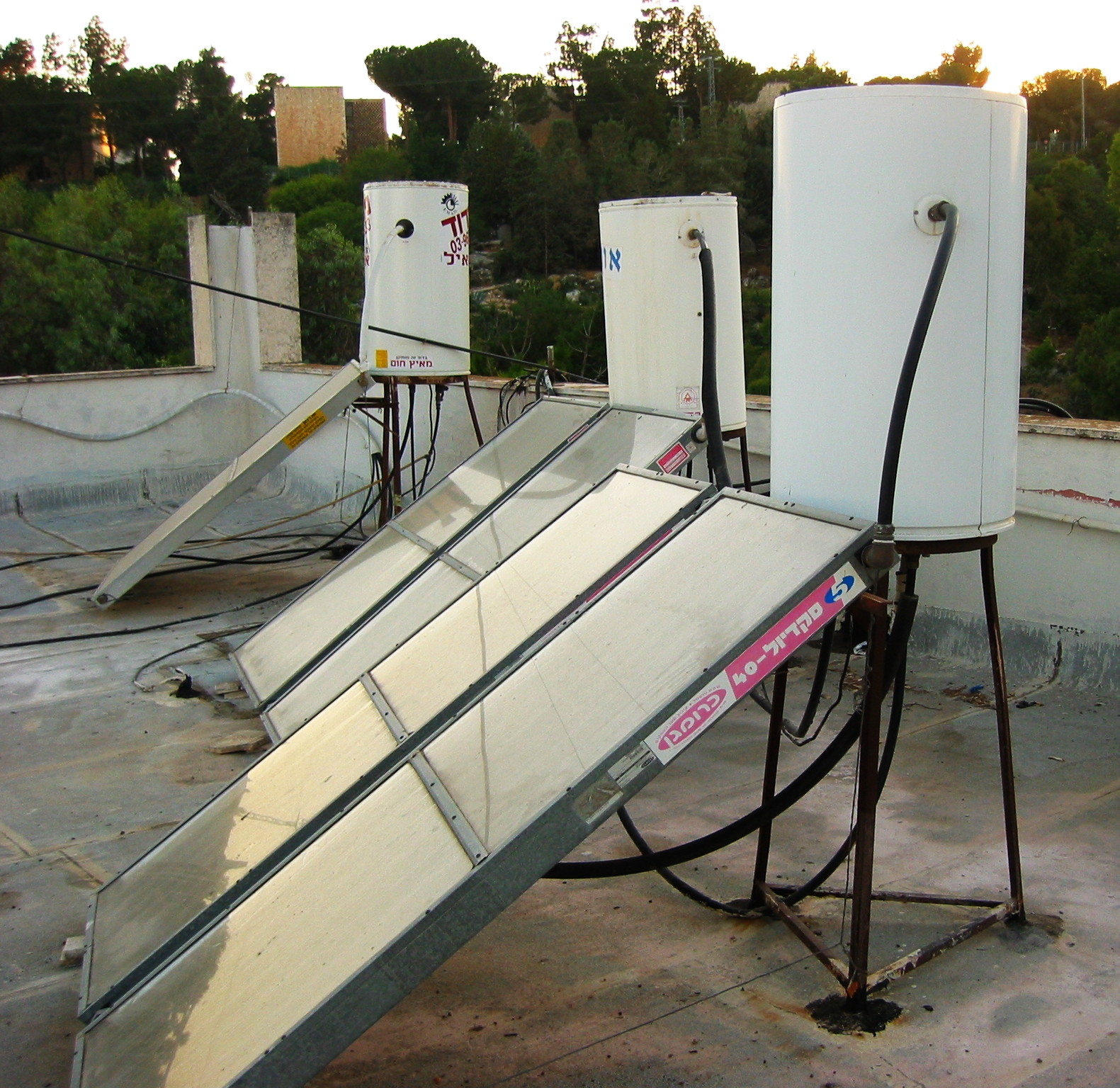
نظام تسخين المياه بالطاقة الشمسية على السطح

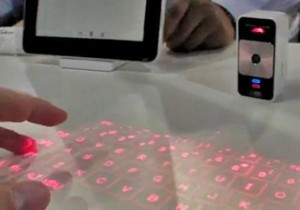
لوحة مفاتيح بإسقاط ليزر تستخدم مع جهاز لوحي.

هذه قائمة بالاختراعات والاكتشافات لعلماء وباحثين إسرائيليين يعملون محلياً أو في الخارج وفقاً لجويل لانداو، يوجد حالياً أكثر من 6000 شركة ناشئة في إسرائيل.

## الرياضيات
- Johnson – Lindenstrauss lemma, وهي نتيجة رياضية تتعلق بتطريز منخفض التشويه للنقاط من الفضاء الإقليدي ذي الأبعاد العالية إلى الفضاء الإقليدي منخفض الأبعاد الذي ساهم به يورام ليندنشتراوس.
- تطوير قياس الصلابة بواسطة إيلون ليندنشتراوس في نظرية إرجوديك وتطبيقاتها على نظرية الأعداد.[2]
- تم حل إثبات نظرية Szemerédi بواسطة عالم الرياضيات هيليل فورشتنبرغ.
- توسيع نظرية المجموعة البديهية ونظرية مجموعة ZF بواسطة أبراهام فراينكل.
- تطوير مجال الأشكال الآلية ووظائف L بواسطة إيليا بياتيتسكي شابيرو.[3][4]
- تطوير الكاردينال Sauer-Shelah Lemma و Shelah.
- تطوير الدليل الأول لتخمين مصفوفة الإشارة المتناوبة.
- تطوير منتج Zig-zag للرسوم البيانية، وهي طريقة للجمع بين الرسوم البيانية الأصغر لإنتاج رسوم بيانية أكبر مستخدمة في إنشاء الرسوم البيانية الموسعة بواسطة آفي ويغرسون.
- تطوير متعدد حدود برنشتاين - ساتو وإثبات تخمينات كازدان ولوشتيغ بواسطة جوزيف برنشتاين
- تعميم نظرية الزواج من خلال الحصول على الشروط غير المحدودة الصحيحة للرسوم البيانية ثنائية الأجزاء اللانهائية. أثبت لاحقًا النسخ المناسبة من نظرية كونيغ ونظرية منجر للرسوم البيانية اللانهائية بواسطة رون أهاروني.
- تطوير نظرية أميتسور - ليفيتسكي بواسطة شمشون أميتسور.

## علم

### كيمياء

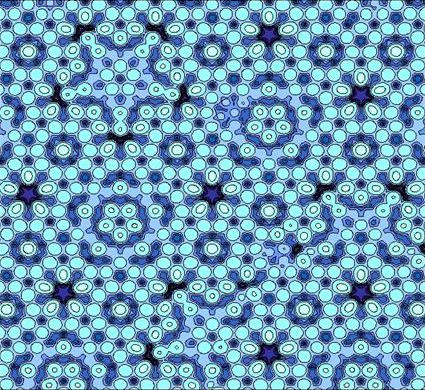
نموذج لأشباه البلورات اكتشفه دانيال شيختمان الحائز على جائزة نوبل من التخنيون

- اكتشاف شبه بلورات بواسطة دانيال شيختمان من التخنيون.[5] قاده هذا الاكتشاف إلى الحصول على جائزة نوبل في الكيمياء.[6]
- اكتشاف دور البروتين يوبيكويتين بواسطة أفرام هيرشكو وآرون سيشانوفر من معهد التخنيون (بالاشتراك مع عالم الأحياء الأمريكي إيروين روز). قادهم الاكتشاف إلى الحصول على جائزة نوبل في الكيمياء.[7][8]
- Ada Yonath - جائزة نوبل في الكيمياء لعام 2009 لاكتشاف بنية ووظيفة الريبوسومات، المصنع الخلوي العالمي لترجمة الشفرة الوراثية إلى البروتينات.
- تطوير نماذج متعددة النطاقات للأنظمة الكيميائية المعقدة بواسطة أريه وارشل ومايكل لويت من معهد وايزمان للعلوم (حالياً في جامعة جنوب كاليفورنيا وجامعة ستانفورد، على التوالي), جنباً إلى جنب مع الكيميائي الأمريكي النمساوي المولد مارتين كاربلوس. قادهم الاكتشاف إلى الحصول على جائزة نوبل في الكيمياء.[9]

### الفيزياء
- توقع الكواركات من قبل يوفال نئمان من جامعة تل أبيب (مع الفيزيائي الأمريكي موراي جيل مان).[10]
- اكتشاف تأثير أهارونوف-بوم بواسطة ياكير أهارونوف وديفيد بوم.[11]
- صياغة إنتروبيا الثقوب السوداء بواسطة جاكوب بيكنشتاين من الجامعة العبرية في القدس.[12] [13]

### بصريات
- أصغر كاميرا فيديو في العالم - كاميرا 0.99 مليمتر (0.039 بوصة), مصمم ليلائم منظار داخلي صغير صممه Medigus.[14]
- تطوير "Pillcam" حسب نظرا التصوير، أول كبسولة التنظير حل لتسجيل الصور من الجهاز الهضمي. الكبسولة بحجم وشكل حبة دواء وتحتوي على كاميرا صغيرة.[15]
- عدسة مشهد موشورية أحادية المركز خالية من الخط لتصحيح تفاوت الانكسار. براءة الاختراع البريطانية رقم سيدني جيه بوش. 1539381.

### الدواء

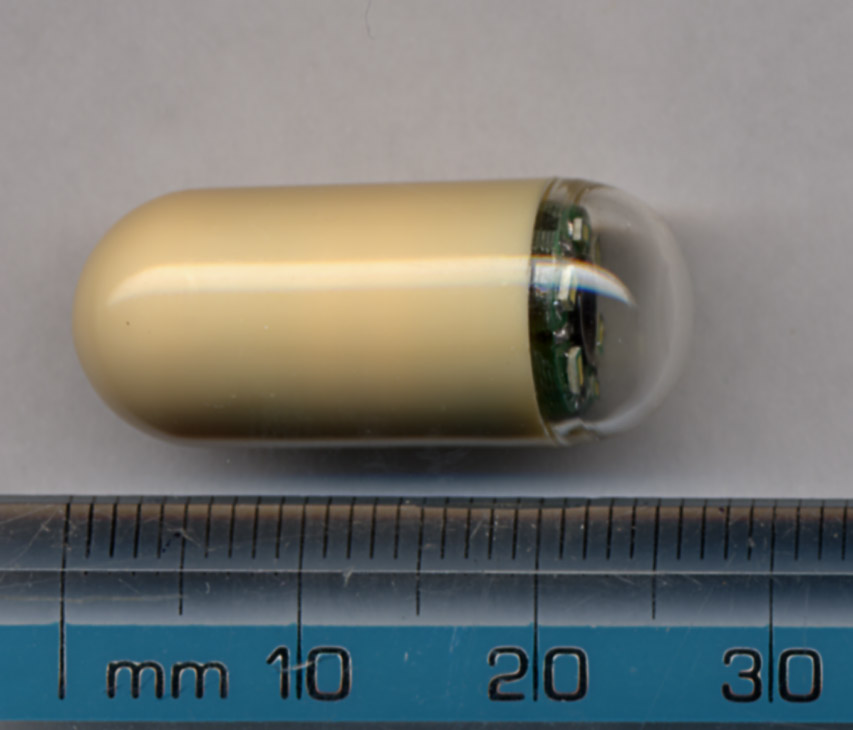
Pillcam بالمنظار كبسولة وضعتها التصوير نظرا

- تدوين حركة Eshkol-Wachman - نظام تدوين لتسجيل الحركة على الورق تم استخدامه في العديد من المجالات، بما في ذلك الرقص والعلاج الطبيعي وسلوك الحيوان والتشخيص المبكر للتوحد.[16]
- تطوير عقار Azilect, دواء لمرض باركنسون، بواسطة موسى يوديم وجون فينبرغ من التخنيون - معهد إسرائيل للتكنولوجيا، وتم تسويقه من قبل شركة Teva Pharmaceutical Industries.
- تطوير عقار Copaxone المناعي لعلاج التصلب المتعدد. تم تطويره في معهد وايزمان للعلوم في إسرائيل من قبل مايكل سيلا وروث أرنون وديبورا تيتلبوم.[17] [18]
- تطوير بروتينات الإنترفيرون بواسطة ميشيل ريفيل من معهد وايزمان للعلوم في إسرائيل.[19]
- تطوير إنزيم تاليجلوسيراز ألفا (إليسو), وهو إنزيم جلوكوسيريبروسيداز مؤتلف ينتج من مزارع خلايا الجزر المعدلة وراثياً.[20] حصل Taliglucerase alfa على موافقة من إدارة الغذاء والدواء الأمريكية في مايو 2012 كدواء يتيم لعلاج مرض جوشر من النوع الأول.
- تطوير مستقبلات المستضد الخيمري

### اقتصاديات
- عمل دانيال كانيمان وعاموس تفرسكي من الجامعة العبرية في القدس يشرحان الخيارات الاقتصادية البشرية غير العقلانية.[21] أدى العمل إلى حصول دانيال على جائزة نوبل في الاقتصاد.[22]
- التطورات في نظرية الألعاب. حصل يسرائيل أومان من الجامعة العبرية في القدس على جائزة نوبل في الاقتصاد لعمله في هذا المجال.[23]
- يشير نموذج روبنشتاين للمساومة، وهو أحد أكثر النتائج تأثيراً في نظرية الألعاب، إلى فئة من ألعاب المساومة التي تتميز بالعروض المتناوبة عبر أفق زمني غير محدود. الدليل من أرييل روبنشتاين 1982.[24]

### التكنولوجيا الحيوية
- Nanowire - سلك موصل مصنوع من خيط من جزيئات الفضة الدقيقة، أرق ألف مرة من شعرة الإنسان. تم تطويره من قبل أوري سيفان وإيريز براون ويواف آيتشن من التخنيون.[25]
- أصغر نظام لآلة حوسبة الحمض النووي في العالم - «أصغر جهاز حوسبة بيولوجية» تم إنشاؤه على الإطلاق، وفقًا لكتاب غينيس للأرقام القياسية، والذي يتكون من إنزيمات وجزيئات DNA قادرة على إجراء حسابات رياضية بسيطة والتي تستخدم جزيء DNA الخاص بها كمصدر وحيد الطاقة. تم تطويره عام 2003 في معهد وايزمان للعلوم من قبل الأستاذ إيهود شابيرو وفريقه.[26] [27]

- مفهوم الإنسان الآلي المحدود غير الحتمي، الذي قدمه مايكل و. رابين [28]
- قدم أمير بنولي المنطق الزمني إلى علم الحوسبة
- خوارزمية لامبل-زيف-ويلش الخوارزمية، وعالمية البيانات ضياع ضغط الخوارزمية التي أنشأتها أبراهام ليمبيل ويعقوب زيف من معهد التخنيون، جنبا إلى جنب مع المنظر معلومات الأمريكية، تيري وولش.[29]
- تشفير المفتاح العام RSA, قدمه Adi Shamir مع Ron Rivest و Leonard Adleman [30]
- تحليل الشفرات التفاضلي، شارك في اختراعه عدي شامير
- مشاركة شامير السرية، اخترعها عدي شامير

## الحوسبة

### أجزاء الكمبيوتر

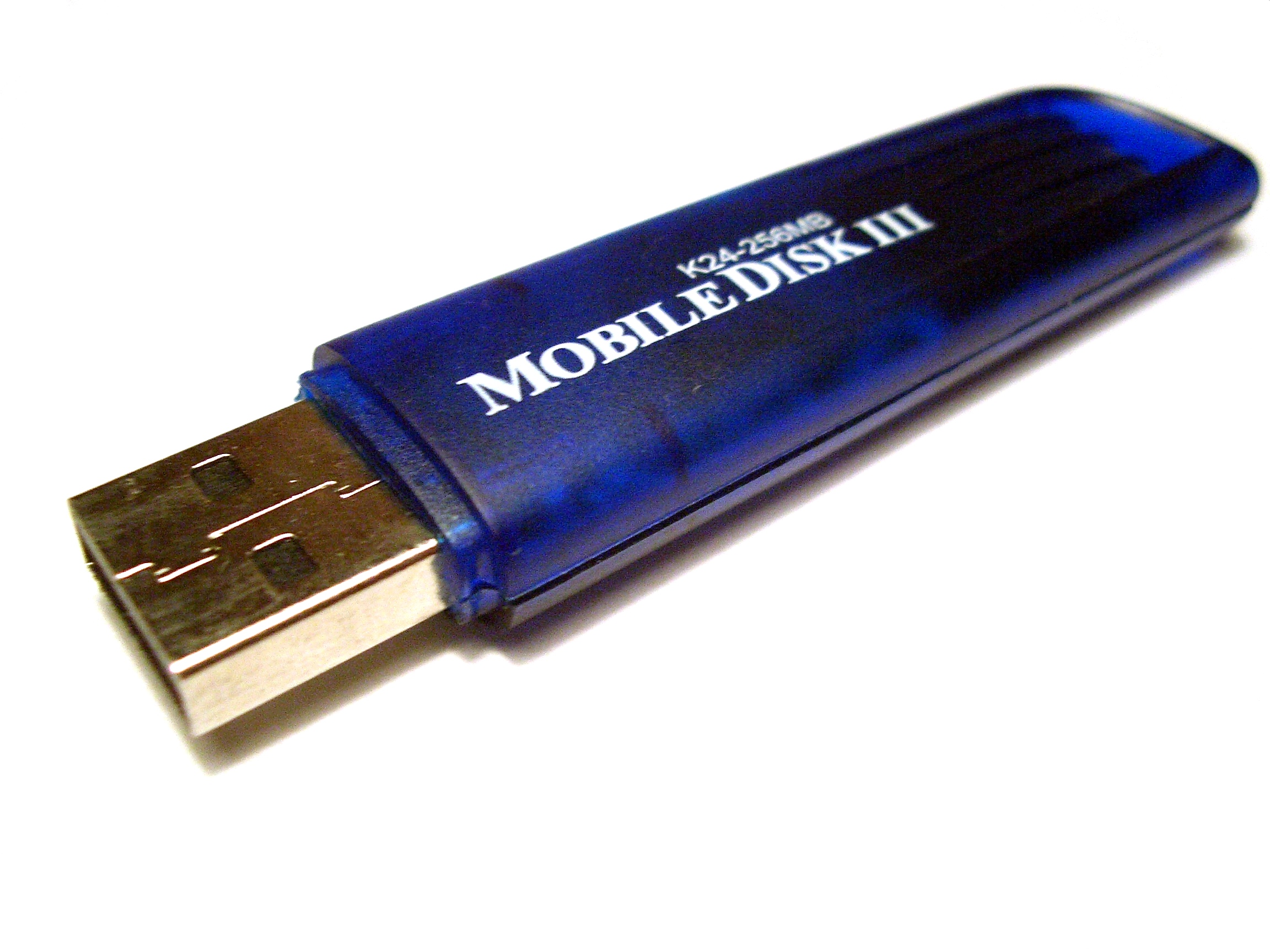
وحدة الذاكرة الفلاشية, تم تسويقه في الأصل باسم DiskOnKey

- وحدة الذاكرة الفلاشية - جهاز تخزين بيانات ذاكرة فلاش مدمج مع واجهة يو إس بي. قامت شركة M-Systems الإسرائيلية (بالشراكة مع IBM) بتطوير وتصنيع أول محركات أقراص فلاش USB متوفرة في أمريكا الشمالية.[31] تم الطعن في هذا الادعاء من قبل العديد من الشركات في البلدان الثلاثة التالية والتي طورت أيضاً تقنية USB بشكل مستقل: سنغافورة (Trek Technology), وجمهورية الصين الشعبية (PRC) (Netac Technology) وجمهورية الصين (تايوان). انظر وحدة الذاكرة الفلاشية.
- إنتل 8088 - أول وحدة معالجة مركزية للكمبيوتر الشخصي من شركة IBM تم تصميمها في إسرائيل، في مختبر إنتل في حيفا.
- القاموس الإلكتروني Quicktionary - ماسح ضوئي بحجم القلم قادر على مسح الكلمات أو العبارات وترجمتها على الفور إلى لغات أخرى، أو الاحتفاظ بها في الذاكرة لنقلها إلى جهاز الكمبيوتر. تم تطويره بواسطة شركة Wizcom Technologies Ltd.[32]
- لوحة المفاتيح المسقطة - يتم عرض لوحة المفاتيح الافتراضية على الحائط أو سطح الطاولة وتسمح لكتابة أجهزة الكمبيوتر المحمولة والهواتف المحمولة. تم تطويره في وقت واحد من قبل شركة Lumio الإسرائيلية وشركة Canesta الناشئة في وادي السيليكون.[33][34][35][36] قامت الشركة في وقت لاحق بترخيص التكنولوجيا لشركة Celluon of Korea.[37]
- TDMoIP (TDM عبر IP) - في الاتصالات، محاكاة تعدد الإرسال بتقسيم الوقت (TDM) عبر شبكة تبديل الرزم (PSN), طورها المهندسون في RAD Data Communications [38]
- أول حل برمجي يعتمد على بروتوكول الصوت عبر الإنترنت (VoIP) من الكمبيوتر إلى الهاتف - تم تطويره بواسطة VocalTec.

### برامج الكمبيوتر والجوال
- Babylon, هو برنامج مساعدة للترجمة الحاسوبية وقاموس ومصادر معلومات بنقرة واحدة، طوره أمنون عوفاديا [39]
- Gett, وهو تطبيق يربط بين العملاء وسائقي سيارات الأجرة باستخدام نظام GPS الخاص به، مما يتيح للمستخدمين طلب سيارة أجرة إما باستخدام هواتفهم الذكية أو من خلال موقع الشركة على الويب. أسسها رائدا الأعمال الإسرائيليان شاهار وايزر وروي مور.[40]
- آي سي كيو، برنامج رسائل فورية تم تطويره مبدئياً في عام 1996 بواسطة شركة Mirabilis الإسرائيلية [41] وتم شراؤه لاحقًا بواسطة AOL.
- Mobileye, أنظمة مساعدة السائق المتقدمة القائمة على الرؤية (ADAS) توفر تحذيرات لمنع الاصطدام والتخفيف من حدته.[42] تعتمد العديد من الشركات التي تطور المركبات ذاتية القيادة، مثل BMW, على تقنية Mobileye.
- أوركام ديفيس، هو جهاز رؤية اصطناعي محمول يسمح للمكفوفين بفهم النص والتعرف على الأشياء من خلال ردود الفعل الصوتية التي تصف ما لا يستطيع هؤلاء الأشخاص رؤيته.[43]
- تقع Umoove, وهي شركة ناشئة عالية التقنية ابتكرت حلاً برمجياً فقط لتتبع الوجه والعين، في إسرائيل.[44]
- فايبر، تطبيق بروتوكول المراسلة الفورية عبر الإنترنت للمراسلة الصوتية عبر الأنظمة الأساسية للهواتف الذكية.[45] طوره رائد الأعمال الأمريكي الإسرائيلي تالمون ماركو، وصل فايبر إلى 200 مليون مستخدم في مايو 2013.
- ويز، برنامج تطبيق ملاحة جغرافية قائم على نظام تحديد المواقع العالمي للهواتف الذكية مع دعم GPS وشاشات عرض، والذي يوفر معلومات خطوة بخطوة وأوقات السفر وتفاصيل المسار التي يقدمها المستخدم، وتنزيل معلومات تعتمد على الموقع عبر شبكة الهاتف المحمول.[46] وقد حصلت ويز المحدودة، التي تأسست في عام 2008 في إسرائيل بقلم يوري ليفين، مهندس البرمجيات ايهود شبتاي وأمير شنعار، ويتوفر الآن في أكثر من 100 دولة، عن طريق جوجل مقابل نحو $ 1.1 مليار نسمة.
- [ بحاجة لمصدر ]WeCU (يُطلق عليها "We See You") هي تقنية قادرة على التقاط الأشخاص وتحليلهم وتحديدهم في الوقت الفعلي. يتم تطبيق WeCU في المطارات حول العالم للمساعدة في تحديد الإرهابيين المحتملين.[47][48]
- ويكس.كوم

### علم الروبوتات
- ReWalk هو نظام مساعد الكتروني للمشي يمكّن المصابين بشلل نصفي من الوقوف بشكل مستقيم والمشي وصعود السلالم.
- تطوير نظام توجيه آلي لجراحة العمود الفقري بواسطة ميدترونيك.

## دفاع

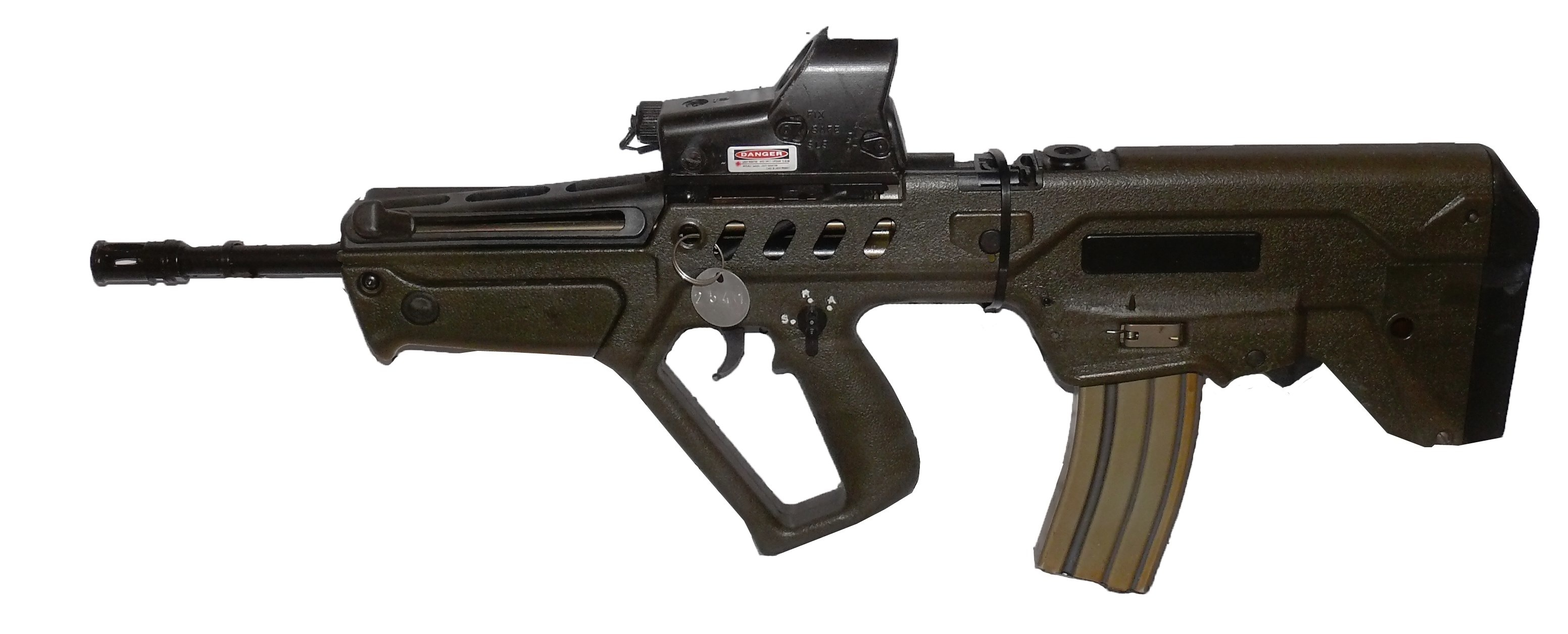
IMI Tavor TAR-21

- IMI Tavor TAR-21 هي بندقية هجومية إسرائيلية.
- تم تطوير مدفع رشاش Uzi بواسطة Maj. أوزيل غال في الخمسينيات.
- بيتون صاروخ جو-جو قصير المدى.
- نسر الصحراء مسدس قصير المدى.
- حامية USV هي مركبة سطحية غير مأهولة، طورتها شركة أنظمة رافائيل الدفاعية المتقدمة. إنه الأول من نوعه الذي يستخدم في القتال.[49]
- قبة الحديد - على المحمول نظام الدفاع الجوي في التنمية من خلال رافائيل لأنظمة الدفاع المتقدمة والصناعات الجوية الإسرائيلية مصممة لاعتراض قصيرة المدى الصواريخ وقذائف المدفعية. في 7 أبريل 2011, نجح النظام في اعتراض صاروخ غراد أطلق من غزة، وهي المرة الأولى في التاريخ التي يتم فيها اعتراض صاروخ قصير المدى.[50] تم استخدام القبة الحديدية لاحقًا بشكل كامل في الصراع الإسرائيلي-غزة عام 2012, حيث أظهرت نسبة عالية جداً من الكفاءة (95٪ -99٪) في اعتراض قذائف العدو. سيتم تمويل ودعم إنتاج نظام القبة الحديدية من قبل حكومة الولايات المتحدة.[51]
- Trophy هو نظام حماية ذاتي للمركبة المدرعة من أجهزة الصراف الآلي وقذائف الآر بي جي، وقد أثبتت المعركة. طور بواسطة رافائيل وإلتا
- Arrow 3 هو نظام دفاع صاروخي مضاد للصواريخ الباليستية قادر على إسقاط الصواريخ البالستية العابرة للقارات وغيرها من الصواريخ بعيدة المدى.[52]
- مقلاع داوود هو نظام دفاع جوي قادر على اعتراض طائرات العدو والطائرات بدون طيار والصواريخ الباليستية التكتيكية والصواريخ متوسطة إلى بعيدة المدى وصواريخ كروز. جنبا إلى جنب مع Arrow 3 والقبة الحديدية، تشكل «مظلة» دفاع إسرائيل.
- MUSIC (الإجراء المضاد متعدد الأطياف بالأشعة تحت الحمراء) - نظام لمواجهة صواريخ البحث عن حرارة سطح-جو. يتم تصنيعها بواسطة أنظمة إلبيط.[53]
- MagnoShocker - يجمع بين جهاز الكشف عن المعادن ومسدس الصعق الكهربائي لتحييد شخص خطير على الفور، تم تطويره بواسطة عالم الرياضيات أميت وايزمان وزملائه أدير خان وزفي جوردان.[54]
- رادار الحائط - رادار فريد يستخدم النطاق الواسع الفائق (UWB) للسماح للمستخدمين برؤية الجدران. تم تطويره بواسطة شركة Camro الإسرائيلية.[55]
- Injured Personnel Carrier على يوتيوب مصابين طريقة إخلاء فريدة طورتها شركة Agilite Gear الإسرائيلية، وهي عبارة عن رباط يسمح لك بحمل الشخص المصاب على ظهرك.
- ضمادة الطوارئ هي أول ضمادة ميدانية يمكن تثبيتها وتثبيتها بيد واحدة لمنع النزيف الناتج عن إصابات ساحة المعركة.[56]

## الزراعة والتربية
- الهامستر الذهبي - تم تدجينه لأول مرة لاستخدام الحيوانات الأليفة من قبل عالم الحيوان في الجامعة العبرية في القدس في عام 1930
- أنظمة الري بالتنقيط - بدأت الصناعة العالمية الضخمة للري بالتنقيط الحديث عندما لاحظ المهندس الإسرائيلي سيمشا بلاس شجرة تنمو أكبر من جيرانها في الصحراء الإسرائيلية، ووجد أنها تغذيها أنبوب ماء متسرب. Netafim, الشركة التي تأسست في عام 1965 لتسويق فكرته، معترف بها كشركة رائدة في جميع أنحاء العالم في الري بالتنقيط والري الدقيق. لقد أحدث ثورة في الصناعة الزراعية.[57]
- بذور الخيار الهجينة - في الخمسينيات من القرن الماضي، قام أ. قامت Esra Galun من معهد Weizmann بتطوير إنتاج بذور هجينة من الخيار والبطيخ، وخيار مقاوم للأمراض وخيار مناسب للحصاد الميكانيكي. ابتكر جالون وزملاؤه تقنية لإنتاج بذور خيار هجينة بدون تلقيح يدوي.[58]
- شرانق الحبوب - التي اخترعها مستشار تكنولوجيا الغذاء الدولي البروفيسور شلومو نافارو، توفر GrainPro Cocoons طريقة بسيطة ورخيصة للمزارعين الأفارقة والآسيويين للحفاظ على سوق الحبوب طازجة، حيث تحافظ الأكياس الضخمة على الماء والهواء، مع التأكد من الحصاد نظيفة ومحمية حتى في درجات الحرارة والرطوبة الشديدة.[59]
- المكافحة البيولوجية للآفات - اخترعت في كيبوتس سديه إلياهو من قبل شركة تسمى Bio-Bee, وهي تربي الحشرات والعث النافع لمكافحة الآفات البيولوجية والنحل الطنان للتلقيح الطبيعي في الصوبات الزراعية والحقول المفتوحة. أكثر الشركات مبيعًا للشركة في جميع أنحاء العالم وخاصة في الولايات المتحدة هو عنكبوت برتقالي بطول 2 مليمتر، على شكل كمثرى، وهو عدو فعال للغاية لعثة العنكبوت، وهي آفة زراعية مدمرة.
- AKOL - شركة مقرها كيبوتس تمنح المزارعين ذوي الدخل المنخفض القدرة على الحصول على معلومات عالية المستوى من مصادر مهنية.
- صواني بلاستيكية قابلة لإعادة الاستخدام - اختراع Tal-Ya Water Technologies يستخدم لجمع الندى من الهواء، مما يقلل الحاجة إلى ري المحاصيل بنسبة تصل إلى 50 بالمائة.
- نظام «التفريغ الصفري» - اختراع لشركة GFA الإسرائيلية الذي يسمح بتربية الأسماك في أي مكان تقريباً عن طريق القضاء على المشاكل البيئية في تربية الأسماك التقليدية، دون الاعتماد على الكهرباء أو القرب من المسطح المائي.
- TraitUP - تقنية جديدة تتيح إدخال المواد الجينية في البذور دون تعديل الحمض النووي الخاص بها، وتحسين النباتات على الفور وبكفاءة قبل أن تزرع. تم تطويره من قبل علماء الزراعة في الجامعة العبرية إيلان سيلا وحاييم د. رابينوفيتش.
- نخيل يهودا - أقدم بذور تم إحياؤها على الإطلاق، واستعادة صنف منقرض
- تم تطوير طماطم Tomaccio Cherry من قبل العديد من المعامل الإسرائيلية، المهيمنة منها تلك التي يقودها البروفيسور ناحوم كيدار والبروفيسور حاييم رابينوفيتش من كلية الزراعة في الجامعة العبرية في القدس، حرم رحوفوت.[60][61]

## طاقة
- بطارية سوبر حديد - فئة جديدة من البطاريات الكهربائية القابلة لإعادة الشحن تعتمد على نوع خاص من الحديد. أكثر صداقة للبيئة لأن الحديد الفائق يصدأ في النهاية، تم تطويره بواسطة Stuart Licht.[62] من جامعة ماساتشوستس.[63]

## السلع الاستهلاكية والأجهزة

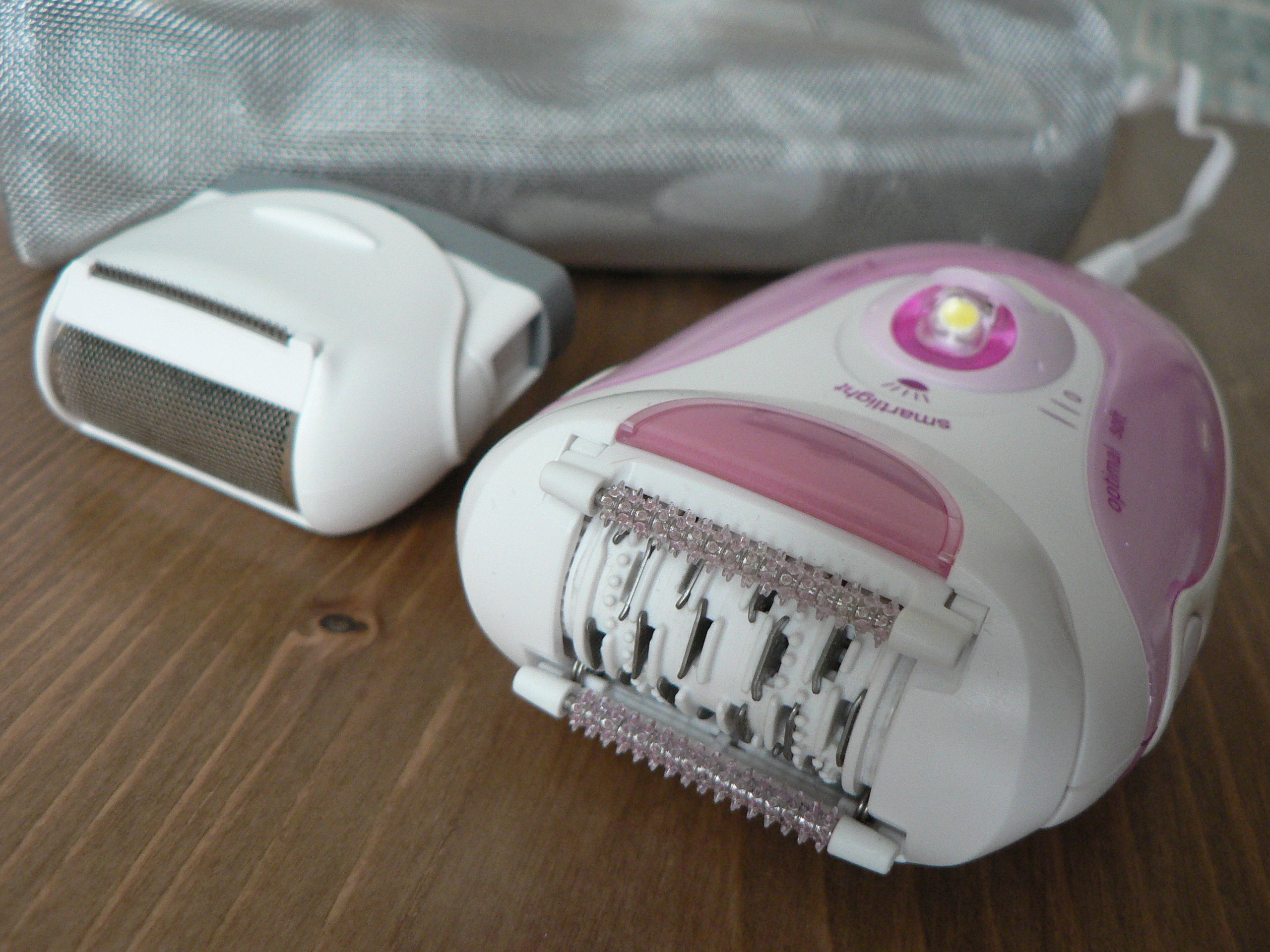
لنزع الشعر

- آلة نزع الشعر ("Epilady" الأصلية) - جهاز كهربائي يستخدم لإزالة الشعر عن طريق إمساك عدة شعيرات في نفس الوقت وسحبها. تم تطويره وتصنيعه في الأصل في كيبوتس هجوشريم.[64][65]
- العجائب - وعاء مطور للخبز على الموقد بدلاً من الفرن.[66]
- أنابيب الماء الساخن ذات الطلاء الميكروني التي طورتها ACT[67]

## ألعاب

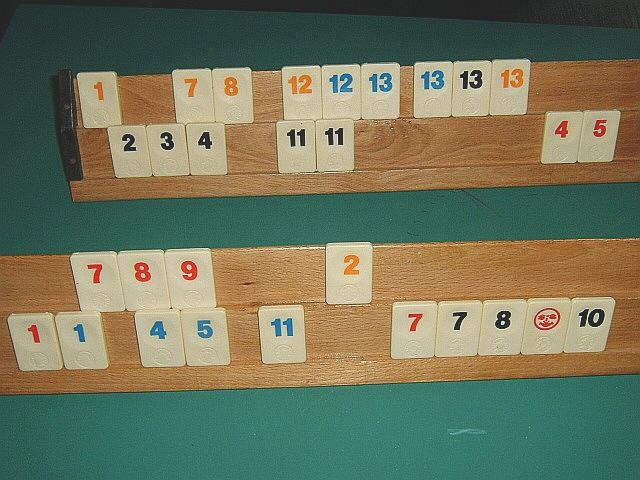
راميكاب

- Rummikub - لعبة قائمة على البلاط لشخصين إلى أربعة لاعبين اخترعها إفرايم هيرتزانو.[68][69]
- Hidato - لعبة ألغاز منطقية اخترعها عالم الرياضيات جيورا بينيديك.[70]
- تقي - لعبة ورق إسرائيلية اخترعها حاييم شافير.[71]
- العقل المدبر - لعبة لوحة إسرائيلية اخترعها مردخاي ميروفيتز.
- خمن من؟ - لعبة تخمين ثنائية اللاعبين اخترعها ثيو وأورا كوستر (ويعرف أيضاً باسم تصميم ثيورا).
- فيدجيت دريديل - تقاطع بين دوار تململ ودريديل [72]

## طعام وشراب
- مفتول، المعروف أيضاً باسم الكسكس الإسرائيلي في جميع أنحاء العالم، هو معكرونة مخبوزة من القمح. تم اختراعه في البداية خلال فترة التقشف في إسرائيل عندما كانت الأرز والسميد نادرة.
- جبن صفد أو جبن صفد هو جبن شبه صلب مالح ينتج في إسرائيل من حليب الأغنام. تم إنتاجه لأول مرة من قبل شركة ألبان الحميري في صفد عام 1840 وما زال ينتج هناك من قبل أحفاد صانعي الجبن الأصليين.
- مشاوي القدس المختلطة هو طبق لحم مشوي يعتبر من اختصاص القدس. يتكون من قلوب الدجاج والطحال والكبد الممزوج بقطع من لحم الضأن المطبوخ على شواية مسطحة متبل بالبصل والثوم وتوت العرعر والفلفل الأسود والكمون والكركم والكزبرة
- Sabich عبارة عن شطيرة تتكون من خبز عربي محشو بالباذنجان المقلي والبيض المطبوخ جيداً. يقال إن الاستهلاك المحلي نشأ من تقليد بين يهود العراق، الذين تناولوه صباح يوم السبت.
- مرق شكدي هو منتج غذائي إسرائيلي يتكون من قطع خبز محمصة صغيرة مقرمشة تستخدم كمرافق الحساء.[73]
- Karat Caviar هي ماركة Osetra كافيار روسية تُزرع في الجولان وقد فازت بالعديد من الجوائز الدولية. تم استيراد إصبعيات أوسيترا الروسية من بحر قزوين.[74][75]
- بامبا (وجبة خفيفة) هو طعام خفيف بنكهة زبدة الفول السوداني تصنعه شركة أوسم في حولون، إسرائيل.[76]
- بيسلي هو وجبة خفيفة من القمح الإسرائيلي من إنتاج شركة أوسيم المملوكة لشركة نستله. بيسلي هي ماركة الوجبات الخفيفة الرائدة في Osem بعد بامبا.[77]
- Watergen, هو جهاز مطور إسرائيلياً يوفر طريقة منخفضة التكلفة لاستخراج المياه من الهواء.[78][79][80][81]

## تمرين جسدي
- طريقة أفيفا
- أسلوب فيلدنكريز
- كراف ماغا

## روابط خارجية
- «صنع في إسرائيل - أفضل 64 ابتكاراً تم تطويره في إسرائيل» - ISRAEL21c
- «NoCamels - أخبار الابتكار الإسرائيلية»